# نيكيتا يوسيفوف
نيكيتا يوسيفوف (مواليد 11 أبريل 2001) هو لاعب كرة قدم روسي يلعب في مركز خط الوسط في نادي فياريال ب.

## روابط خارجية
- نيكيتا يوسيفوف على موقع الاتحاد الأوربي (الإنجليزية)
- نيكيتا يوسيفوف على موقع قاعدة بيانات كرة القدم.إي يو (الإنجليزية)
- نيكيتا يوسيفوف على موقع Soccerbase.com (لاعب) (الإنجليزية)
- نيكيتا يوسيفوف على موقع Soccerway.com (الإنجليزية)
- نيكيتا يوسيفوف على موقع عالم كرة القدم.نت (الإنجليزية)